# أوتو يونيون
أوتو يونيون أو Auto Union هي شركة نتجت عن اندماج أربع شركات ألمانية لصناعة السيارات (ومنه استمد الشعار بالحلقات الأربع)، أنشئت سنة 1932 واستقرت سنة 1936 في كيمنتس، بساكسونيا, إإبان الكساد الكبير. الشركة أنتجت العلامة التجارية «أودي» (التي هي حاليا فرع من مجموعة فولكسفاغن).

## الإنشاء
في أوائل ثلاثينيات القرن الماضي ، وفي حين كانت شركة دايملر-بنز (مصنع مرسيدس بنز) تعرف إزدهارا، كانت الشركات الألمانية الصغيرة المصنعة للسيارات تعاني بشدة من الأزمة. طرح يورغن سكافته راسموسن، الرئيس التنفيذي لشركة DKW، فكرة جمع أربعة ماركات سابقة للسيارات الألمانية تحت مظلة «Auto Union AG» في عام 1932. في الواقع، وقد الواقع، هذه العملية انطلقت في عام 1928 عندما استحوذت شركة «Motorenwerke J-S Rasmussen AG» (في الواقع DKW) من تسفيكاو في ولاية سكسونيا، شركة مجاورة هي أودي.
عرضت فكرة من راسموسن في 20 يوليو 1932 على النحو التالي:
تألف هذا الكونسورتيوم من أربعة علامات تجارية: أودي و DKW و هورش وWanderer.

## صور

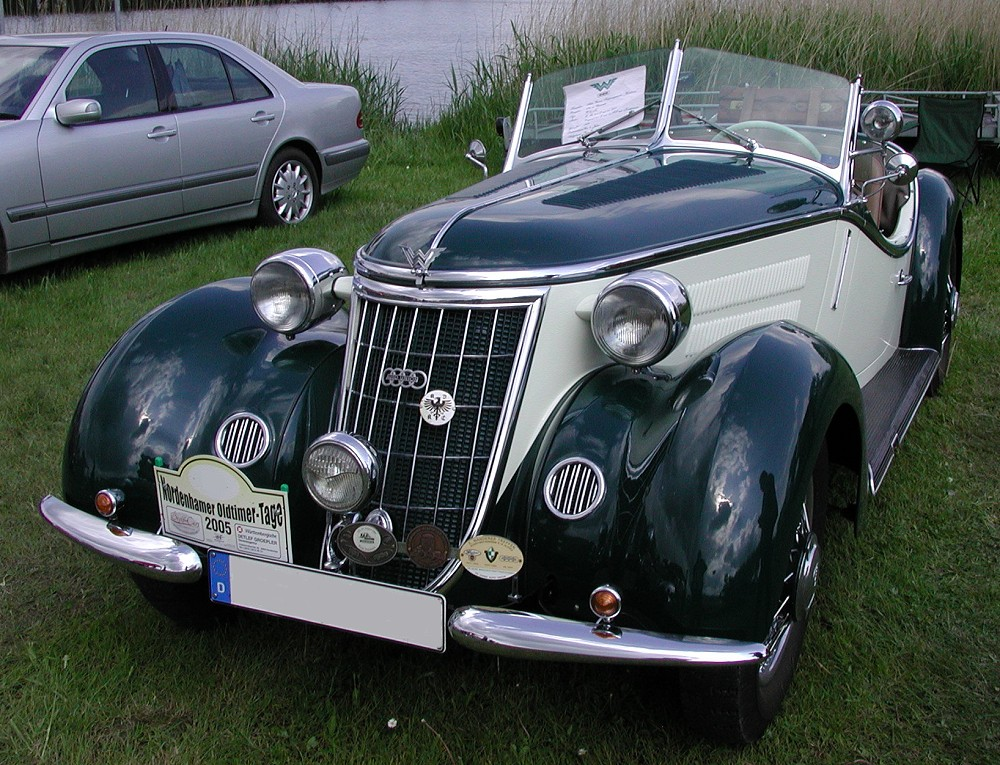
Auto Union Wanderer 1936
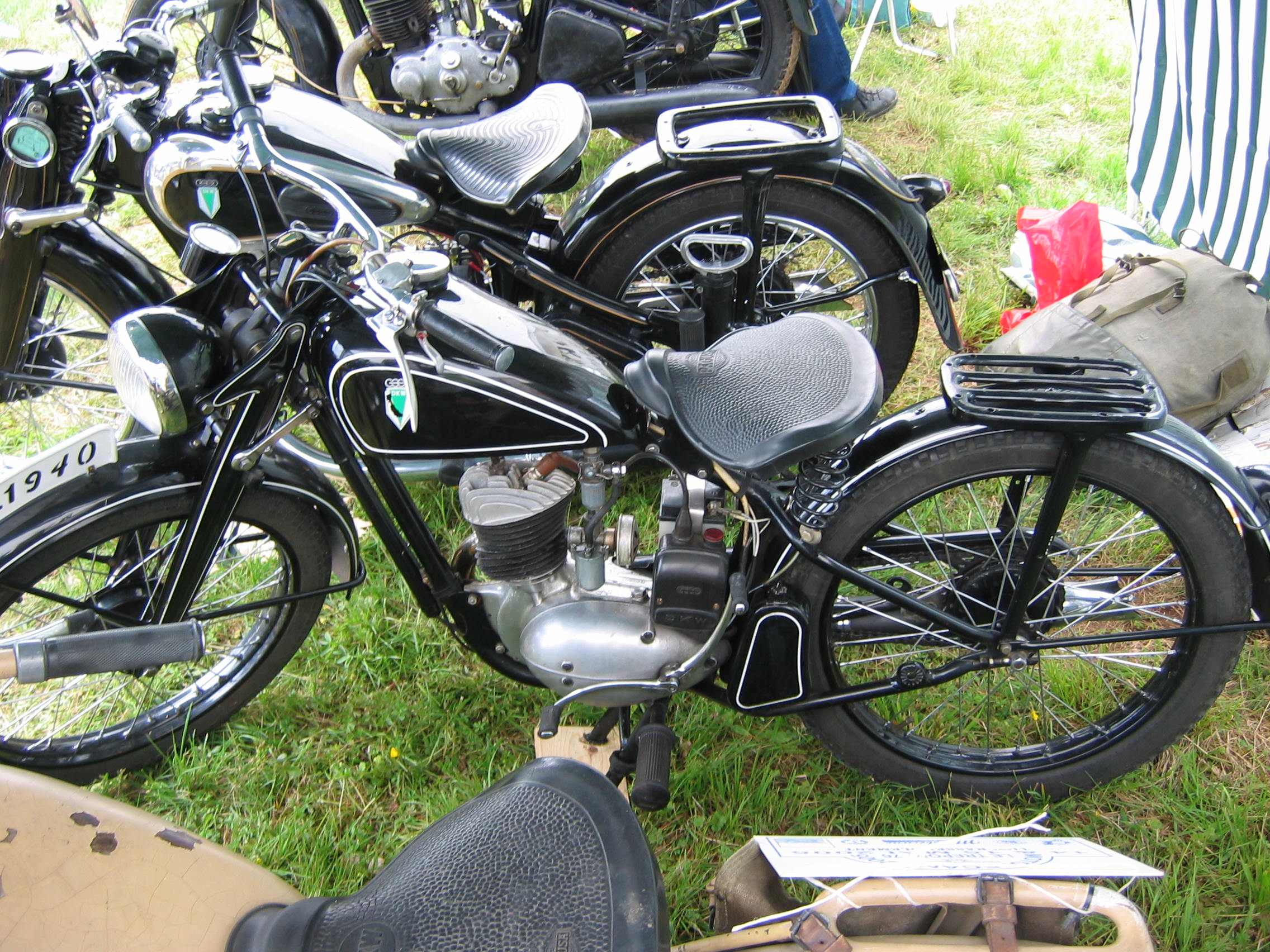
دراجة نارية DKW - Auto Union 125 سم3
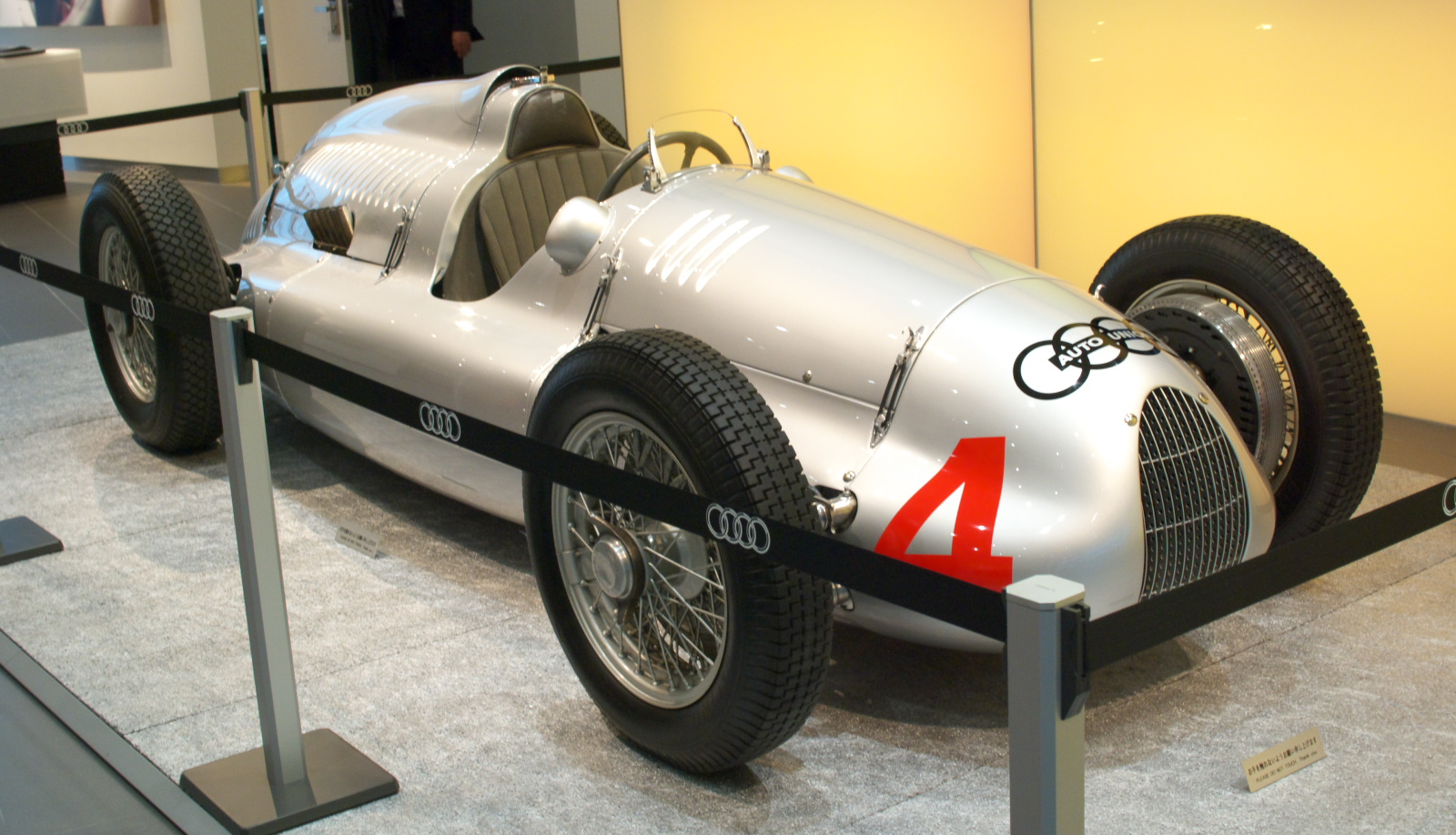
سيارة Auto Union Type D, أو « السهم الفضي », سيارة سباق بقوة 460 حصان
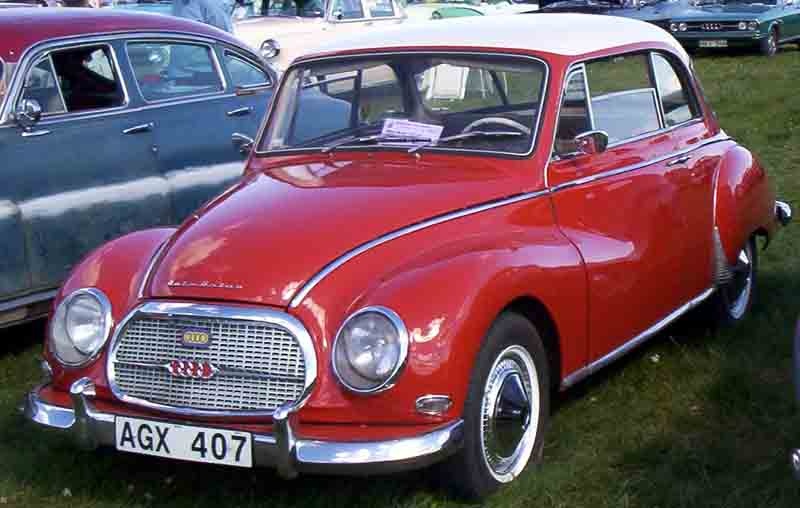
DKW 1000 كوبيه سنة 1959
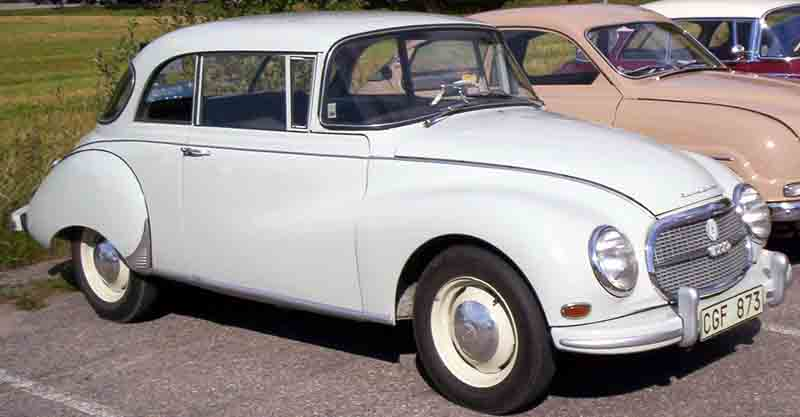
DKW 1000 ليموزين سنة 1961

## أوتو يونيون تصبح أودي
أوتو يونيون، ممثلة بالعلامة التجارية DKW الوحيدة الناجية، وقعت في حيازة شركة فولكس فاجن في عام 1964. كانت DKW تنتج سيارات صغيرة وشعبية، نافست سيارات فولكس فاجن، قرر المالك الجديد إعطاءها اسم شركة اختفت هو «أودي» وتخصيصها في إنتاج السيارات متوسطة وعالية الفخامة. احتفظ بشعار الأربع دوائر لسيارات «أودي» بما أن إعادة إحياء علامات مثل هورش للسيارات الفاخرة المنتجة لصالح شركة بنتلي موتورز قد فشلت.